# Göteborgs kammarkör
Göteborgs kammarkör är en blandad kör som bildades 1963 av Gunnar Eriksson. Eriksson som ännu är körens dirigent är tillsammans med kören en viktig förnyare av svensk körsång. Kören samarbetar regelbundet med ledande nordiska tonsättare, vissångare, jazzmusiker med flera.

## Diskografi
- 1964 - Andlig visa (EP)
- 1965 - Herrens nåd är var morgon ny - 17 sånger av Lina Sandell.
- 1966 - Bo Ohlgren, Ingegerd Tyrenius och Göteborgs Kammarkör sjunger ur Oscar Ahnfelts "Andeliga sånger"
- 1966 - Kristus är kommen - Julmusik från England och Tyskland.
- 1967 - Sven-Erik Bäck: Kattresan, Våren, Visa och Sven-Eric Johanson: Vad säger läseboken?
- 1971 - Röster i mänskligt landskap - Till Camilo Torres och revolutionen i Latinamerika
- 1972 - Johanson på skiva
- 1974 - Nocturne; November 1962; Libra
- 1974 - Grynet sjunger Grieg (med Grynet Molvig)
- 1976 - Göteborgs kammarkör sjunger av sig själv
- 1978 - Vi som är födda vid havet
- 1980 - Oh Cuba oh ritmo
- 1980 - Viska du vind
- 1983 - Olle Adolphson och Göteborgs Kammarkör
- 1986 - Göteborgs Kammarkör sjunger Lars Gullin
- 1990 - Det blåser tre vindar på haven - Göteborgs kammarkör och Olle Adolphson sjunger Evert Taube. Gösta Taube, Stefan Forssén
- 1993 - Ge mig en dag (Olle Adolphson och Göteborgs kammarkör)
- 1993 - Olle Adolphson - Göteborgs kammarkör
- 1993 - Bara för sommarens skull
- 1994 - Resa i nordiskt ljus
- 1996 - Andeliga Sånger av Linda Sandell och Oscar Ahnfelt. Ingegerd Tyrénius, Bo Ohlgren
- 2003 - Tankarnas gröna träd (Göteborgs kammarkör och Gunnar Eriksson)
- 2013 - Så vill jag sjunga
- 2013 - Vi kom från Jorden (Göteborgs kammarkör och Gunnar Eriksson)
- 2013 - Röster (Göteborgs kammarkör och Gunnar Eriksson)